# پیده لارسن پیدرسن
پیده لارسن پیدرسن (دانمارکی: Peder Larsen Pedersen; ۳۰ نوامبر ۱۸۸۰ – ۲۰ ژانویهٔ ۱۹۶۶) ژیمناست هنری اهل دانمارک بود.